# Lumbee
Lumbee ist die Bezeichnung für einen US-amerikanischen Indianerstamm. Der Name Lumbee kommt von dem Fluss Lumber River (auch Lumbee River). Obwohl die Lumbee von Indianern, weißen und schwarzen Amerikanern abstammen, sind sie seit 1885 im US-Bundesstaat North Carolina als Indianerstamm anerkannt.

## Geschichte

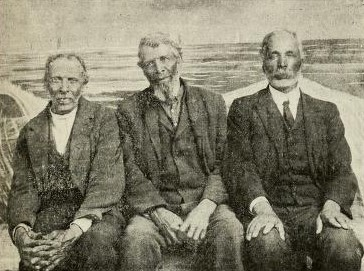
Drei Lumbee, um 1909

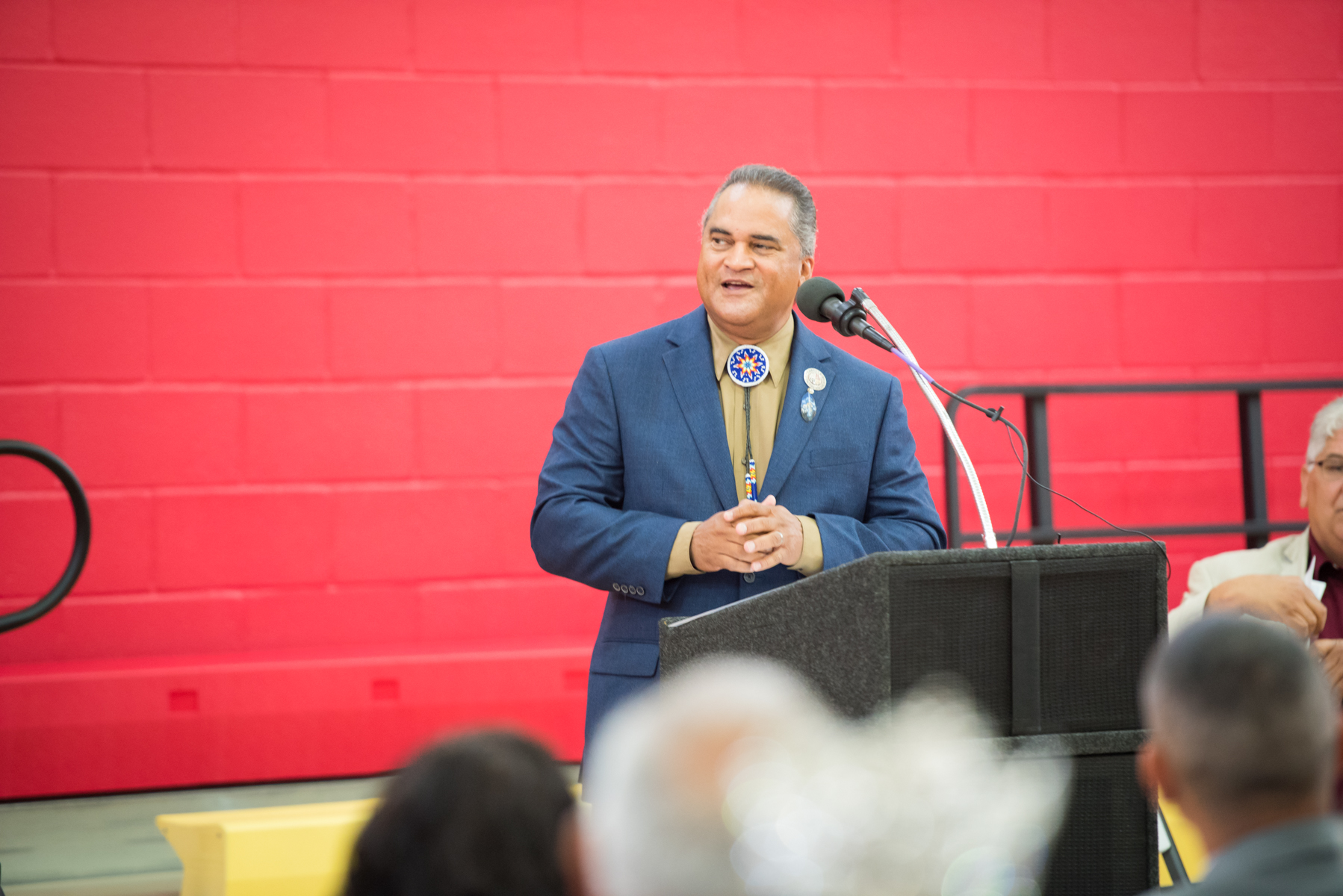
Vorsitzender des Stammesrates 2017: Harvey Godwin Jr.

Die Lumbee leben mindestens seit dem frühen 18. Jahrhunderts in North Carolina, wo sie von britischen und schottischen Siedlern angetroffen wurden. Ihre Herkunft ist unklar. Möglicherweise stammen sie von den Cheraw und anderen lokalen siouxsprachigen Stämmen ab. Zu den Vorfahren dieser Ethnie gehören jedoch ebenso Menschen aus Europa und Afrikaner. Da heute mindestens 20 Nachnamen des Lumbee-Volkes von Kolonisten der englischen Roanoke-Kolonie stammen, wird vermutet, dass bei den Vorfahren die Mitglieder der sogenannten „verlorenen Kolonie“ zu finden sind, die sich vor 1590 möglicherweise den Hatteras-Indianern angeschlossen hatten. Auch Cherokee-, Tuscarora und afrikanische Sklaven könnten zu den Vorfahren der Lumbee gehören, da das weite Sumpfland des Lumber-Rivers ein idealer Zufluchtsort für Flüchtlinge war. Für die multikulturelle Zusammensetzung sprechen auch die ersten Berichte, die die Lumbee als „Farmer“ bezeichneten, die nur aufgrund ihrer Hautfarbe als Indians bezeichnet wurden. Sie pflegten wenig Kontakt zu den neuen Siedlern, die ohnehin wenig Interesse am Sumpfland hatten.
Dies änderte sich in den 1760er Jahren, als zunehmend Siedler aus den schottischen Highlands ins Lumbeeland kamen. Dies führte zu Konflikten und immer größeren Landverlusten. 1835 entzog der Bundesstaat North Carolina ihnen offiziell das Wahlrecht.
Während des Bürgerkriegs wurden Lumbees als Zwangsarbeiter eingezogen. Dies führte zu einer Widerstandsbewegung, die von Henry Berry Lowry (oder Lowerie) angeführt wurde, der Plantagen plünderte, um die Nahrungsmittel an die Bedürftigen zu verteilen. Lowry setzte seinen Kampf für Gerechtigkeit auch nach dem Krieg fort und stellte sich auch der Republikanischen (Wiederaufbau-)Partei entgegen, die sich auf die Seite der Demokraten stellte und Lowrys Organisation als Banditen brandmarkte. Zumindest bis zu seinem Verschwinden im Jahr 1872 entging er seiner Gefangennahme. Insbesondere der Widerstand und die Ablehnung durch die Mehrheitsgesellschaft führte zur Bildung einer indianischen Ethnizität des Volkes.
Nach Kriegsende drängten die Lumbees auf staatliche und bundesstaatliche Anerkennung, aber die multikulturelle Lowry-Bewegung verschlechterte ihre Ausgangsvoraussetzungen. So mussten sie den Status einer dritten „Rasse“ mit Rechten zwischen Afroamerikanern und Weißen hinnehmen.
Die meisten Lumbees betrieben bis nach dem Zweiten Weltkrieg Landwirtschaft. 1953 wurden sie vom Bundesstaat North Carolina als Lumbee-Indians anerkannt.
Im Jahr 1958 stellten sich hunderte Lumbees dem rassistischen Ku Klux Klan entgegen und vertrieben ihn aus Robeson County (Siehe: Schlacht vom Hayes Pond).

## Demografie und geografische Lage

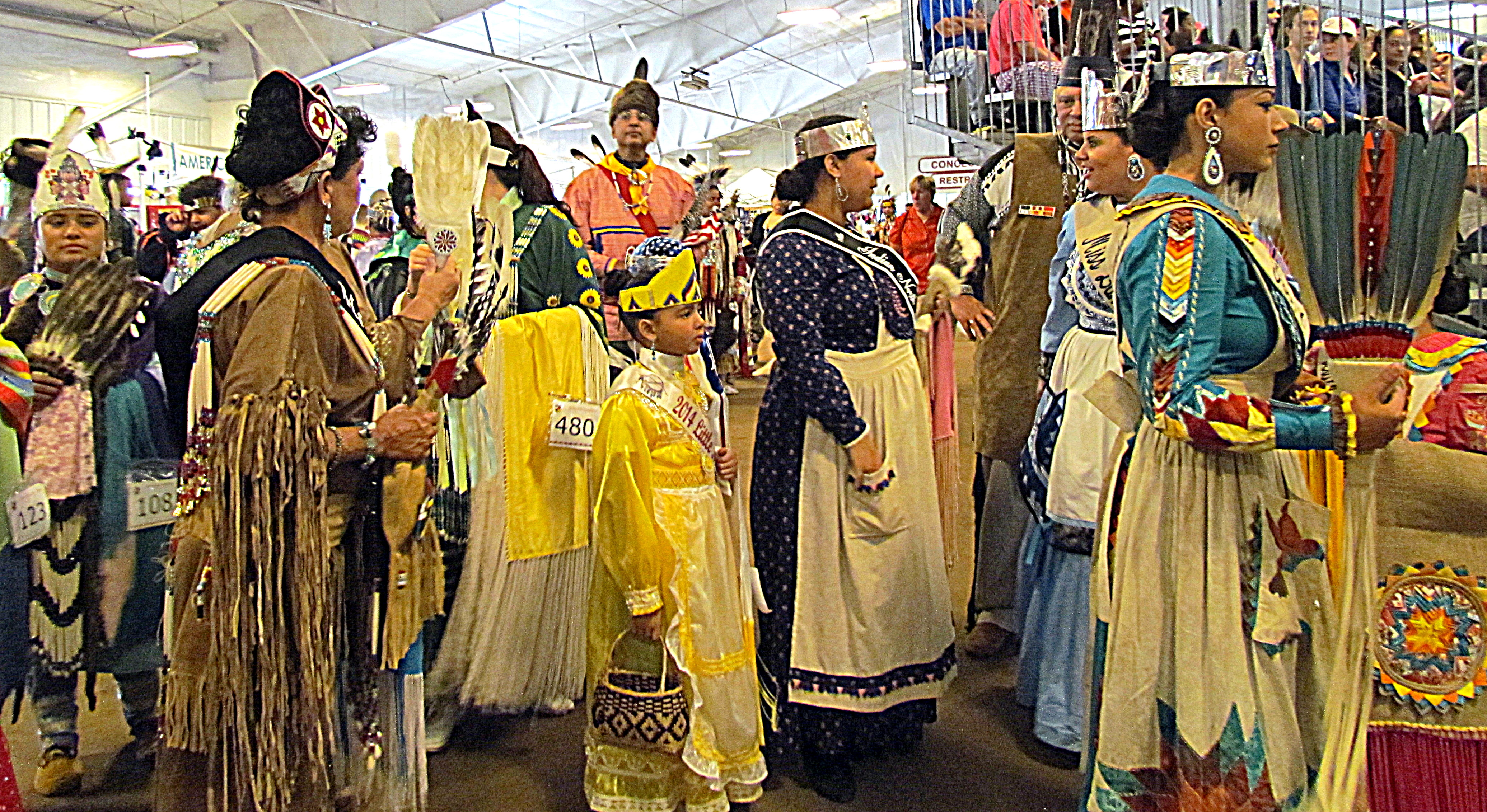
Lumbee Powwow in Lumberton (2015)

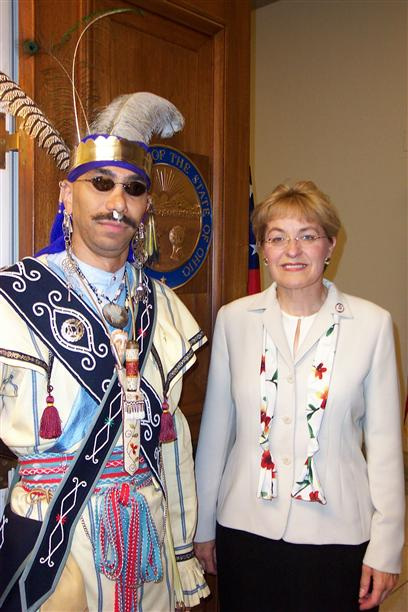
Lumbee Jamie Oxendine in traditioneller Kleidung bei der Eröffnung des National Museum of the American Indian in Washington, D.C.

Mit über 50.000 Mitgliedern sind die Lumbee der achtgrößte Indianerstamm der USA und der größte in North Carolina. Sie sind hauptsächlich in den Countries Robeson, Hoke, Cumberland und Scotland angesiedelt. Das ökonomische, kulturelle und politische Zentrum des Stamms ist die Stadt Pembroke im Bundesstaat North Carolina.

## Staatliche Anerkennung
Die Lumbee sind seit 1885 von dem Bundesstaat North Carolina als indianische Ethnie anerkannt. 1956 wurde das Gesetz "HR 4656" oder auch Lumbee Act vom Kongress verabschiedet und von Präsident Dwight D. Eisenhower unterzeichnet. Der Lumbee Act erkannte die Lumbee als indianische Ureinwohner größtenteils an. Der Stamm wurde staatlich jedoch nicht ganzheitlich als Indianerstamm anerkannt und musste somit auf finanzielle staatliche Hilfe größtenteils verzichten. Die volle staatliche Anerkennung für den Stamm wird zurzeit durch die Legislative geprüft.

## Heutige Situation
In Pembroke bekleiden viele Lumbees wichtige politische Ämter, etwa das des Bürgermeisters. Verwandtschaftsnetzwerke helfen den Menschen, eine indianische Identität zu bewahren bzw. zu revitalisieren. Die meisten Lumbees im Robeson County gehören rein indianischen protestantischen Kirchen an. Lokale Schulen (Schüler und Lehrer) sind größtenteils Lumbee. Es gibt eine Gemeinschaftszeitung. Als Mitglieder der Eastern Seaboard Coalition of Native Americans versuchen die Lumbees (und andere nicht oder unvollständig anerkannte Stämme), vom BIA Vorteile zu erhalten. Die Lumbee sind heute einerseits voll in die Mehrheitsgesellschaft integriert, pflegen jedoch gleichsam ihre indianische Identität (trotz ihrer gemischtethnischen Herkunft).